# Gregory Gates
Gregory Crozier „Greg“ Gates (* 28. April 1926 in Montclair, New Jersey; † 9. Januar 2020 in Fredericksburg, Texas) war ein Ruderer aus den Vereinigten Staaten, der bei den Olympischen Spielen 1948 die Bronzemedaille im Vierer ohne Steuermann gewann.

## Leben
Gates wurde im Juli 1944 zur US Army eingezogen und war zwei Jahre im Mittelmeerraum stationiert. Danach ging er an die Yale University und ruderte für deren Sportteam, die Yale Bulldogs. Für die Olympischen Spiele 1948 qualifizierte sich ein Vierer der Yale University mit Frederick Kingsbury, Stuart Griffing, Gregory Gates und Robert Perew. An der olympischen Regatta auf der Strecke der Henley Royal Regatta bei Henley-on-Thames nahmen zehn Mannschaften teil. Die Yale-Crew gewann ihren Vorlauf und ihr Halbfinale. Im Finale waren nur drei Boote am Start. Es gewannen die Italiener mit viereinhalb Sekunden Vorsprung vor den Dänen, die Amerikaner lagen im Ziel weitere vier Sekunden dahinter.
Nach seiner Graduierung arbeitete er zunächst in der väterlichen Textilfirma. 1954 machte er seinen MBA an der Harvard Business School und war dann in der Industrie-Logistik tätig, zunächst bei United Aircraft, dann bei Pratt & Whitney. 1976 setzte er sich zur Ruhe und lebte zunächst in Florida und später in Texas.